# 381 Myrrha
Myrrha (asteroide 381) é um asteroide da cintura principal com um diâmetro de 120,58 quilómetros, a 2,9127272 UA. Possui uma excentricidade de 0,0955587 e um período orbital de 2 110,92 dias (5,78 anos).
Myrrha tem uma velocidade orbital média de 16,59713067 km/s e uma inclinação de 12,52422º.
Este asteroide foi descoberto em 10 de Janeiro de 1894 por Auguste Charlois.